# Josef Trojan (Schauspieler)

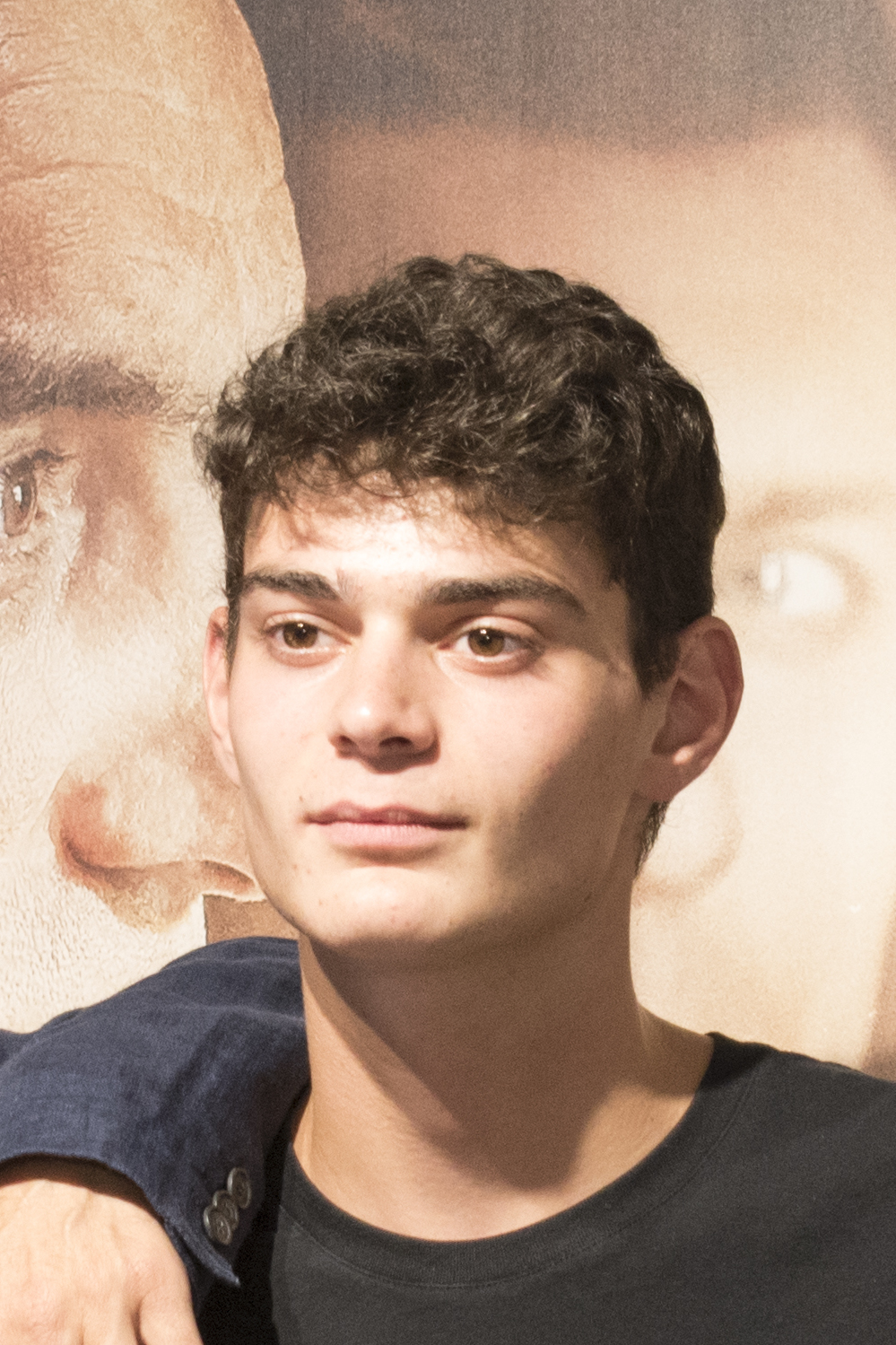
Josef Trojan, 2020

Josef Trojan (* 8. Januar 2001 in Prag) ist ein tschechischer Theater- und Filmschauspieler. 

## Leben
Josef Trojan wurde 2001 als Sohn des Schauspielers Ivan Trojan und der Schauspielerin Klára Pollertová-Trojanová geboren. Sein Onkel ist der Produzent Ondřej Trojan, sein Großvater der Schauspieler Ladislav Trojan.
In seiner Kindheit spielte er in Märchenverfilmungen wie Revival. In dem Filmdrama Abstinent von David Vigner erhielt Trojan seine erste Hauptrolle in einem Film. Im Film Charlatan, der im Februar 2020 im Rahmen der Filmfestspiele in Berlin im Berlinale Special gezeigt wurde, war er in der Rolle des jugendlichen Jan Mikolášek zu sehen, der von seinem Vater Ivan Trojan als Erwachsener gespielt wurde.

## Filmografie
- 2011: Smíchov pláče, Brooklyn spí
- 2013: Revival
- 2019: Cena za šťestí
- 2019: Abstinent
- 2020: Charlatan

## Auszeichnungen
Český lev
- 2021: Nominierung als Bester Nebendarsteller (Charlatan)[3]